# 福島亜美
福島 亜美（ふくしま あみ、1月20日 - ）は、日本の女性声優。山口県出身。元ワーナーミュージックエージェンシー（現ワーナーミュージック・ジャパン 芸能プロダクション事業部）所属。

## 出演
太字はメインキャラクター。

### テレビアニメ
2011年
- よんでますよ、アザゼルさん。（2011年 - 2013年、ガブリエル、女子）- 2シリーズ

2013年
- 勇者になれなかった俺はしぶしぶ就職を決意しました。（ナナオ・アイレル、隣の母親、女性客A、子供、激安ショップ店員）

2016年
- 少年アシベ GO! GO! ゴマちゃん（まおちゃん 他）

2017年
- SHADOW OF LAFFANDOR ラファンドール国物語 〜FANTASY PICTURE STORY〜（シェルシュ）
- 王様ゲーム The Animation（川野千亜）

### ゲーム
時期不明
- ごちそう!
- ロードオブヴァーミリオンアリーナ（ドゥクス・マイア）

2013年
- モンスターストライク（2013年 - 2025年、レッドリドラ、ブルーリドラ、グリーンリドラ、マンケンチー、ハーレー、マーリン、伊達政宗、水輝ナナミ、一寸法師、ストライクJr.、ユグドラシル、霧隠才蔵、猿飛佐助、オロチマル、クシナダ、アテナ、河童、王様 ビービィ、クレオパトラ、コノハナサクヤヒメ、機光院チヨ、ジャンヌ・ダルク、クー・フーリン、ティアラ、鉄扇公主、桜、アリババ、ハナビ、ニーベルンゲン、アルキメデス、ガブリエル、シャンバラ〈少女〉、楊セン、レンブラント、大黒天廻、テニカ、バーディ、聖夜姫サイレント、テンパク、ケサランパサラン、ペンペンファイターズ〈弟〉、串名姫子）

2015年
- 車なごコレクション（サクシード、ランサーエボリューションX、スバルトレジア、クラウンアスリート）
- 戦乱のサムライキングダム（赤井直正）

2018年
- クロノ ブリゲード（アリア）
- 蒼穹のミストアーク（アイリス、フリーヤ、フィニア）
- 白猫プロジェクト（ガブリエル）

2019年
- モバイルレジェンド
- ファイトリーグ（レッドリドラ、ブルーリドラ、グリーンリドラ、ユグドラシル、マーリン、クシナダ、桜）
- モンストドリームカンパニー
- 共闘ことばRPG コトダマン（2019年 - 2024年、ガブリエル、クシナダ、シャンバラ、コブリン、ファイリン、フォノー、真・伊達政宗）

2020年
- 逆転オセロニア（ガブリエル）

2021年
- カードファイト!! ヴァンガード（クシナダ）

2023年
- タワーオブスカイ（ユグドラシル）
- キュービックスターズ（2023年 - 2024年、マーリン、ガブリエル、クレオパトラ）

### 吹き替え
- キラー・スナイパー（ドティー・スミス）

### ナレーション
- アートを訪ねて（TOKYO MX）[34]
- 俺の旅番組（BS12）
- 安田美沙子の技ありキッチン!
- 音ボケPOPS（TOKYO MX）